# Saxifraga scardica
Saxifraga scardica là một loài thực vật có hoa trong họ Saxifragaceae. Loài này được Griseb. miêu tả khoa học đầu tiên năm 1843.